# Línea Azul (Metro de Lisboa)
La Línea Azul o Línea de la Gaviota (en portugués Linha Azul o Linha da Gaivota) es una de las cuatro líneas del Metro de Lisboa. Tiene cerca de 13,7 kilómetros de longitud y 18 estaciones. Es la única línea del Metro de Lisboa totalmente subterránea, sin ningún viaducto.
Conecta con la Línea Roja en la estación de São Sebastião, la Amarilla en Marquês de Pombal y la Verde en Baixa-Chiado. Da servicio, entre otros, al Zoo de Lisboa, al Estádio da Luz, al centro histórico y a la estación de Santa Apolónia.

## Historia
Fue inaugurada en 1959 con el tramo entre Sete Rios (actualmente Jardim Zoológico) y Restauradores. En 1988 la línea fue prolongada desde Sete Rios hasta Colégio Militar/Luz. La línea llegó a Pontinha en 1997, y un año más tarde la red llegó a Baixa/Chiado donde se conecta con la Linha Verde. En 2004 la línea salió fuera de los límites de la ciudad, ligando Pontinha a la estación de Amadora Este. En 2007 fue inaugurada la extensión entre Baixa/Chiado y Santa Apolónia, pasando por el Terreiro do Paço. En 2016 fue inaugurado el tramo entre Amadora Este y Reboleira.

## Estaciones
| utKBHFa |

| utKHSTxa |

| utHST |

| utABZgl |

| utHST |

| utHST |

| utHST |

| utHST |

| utHST |

| utHST |

| utHST |

| uetABZg+l |

| uetABZgr |

| utTHSTt |

| utHST |

| utABZgr |

| utTHSTt |

| utHST |

| utHST |

| utTHSTt |

| utABZgr |

| utHST |

| utKBHFe |